# Мишел Бакман
Мишел Мари Бакман (рођ. Ембл; енгл. Michele Marie Amble Bachmann; 6. април 1956) је бивша америчка политичарка која је од 2007. до 2015. заступала 6. конгресни округ Минесоте у Представничком дому. Чланица је Републиканске странке, и била је једна од најпознатијих присталица Покрета Чајанке.
Од 2001. до 2007. је служила у Државном сенату Минесоте. Пажњу јавности је изазвала за време председничких избора 2008. када је изразила сумњу у то да су тадашњи демократски кандидат Барак Обама и његова супруга Мишел лојални САД, те затражила од својих колега у Конгресу да над њима обаве истрагу. Та је изјава подстакла демократе и Обамине присталице широм САД да финансијским донацијама помогну кампању њеног демократског противкандидата Елвина Тинклеберга, али је Бакманова успела тесно победити и остати у Конгресу. Након тога је, пак, остала с репутацијом радикалне десничарке и хришћанске фундаменталисткиње, односно политичарке која се због својих екстремних ставова међу либералном и левом јавношћу радо истиче као оличење Републиканске странке.
Кандидовала за републиканског кандидата на америчким председничким изборима 2012. године, али је одустала 4. јануара 2012. после неуспеха на преелиминарном гласању у Ајови.
Бакман подржава обавезно учење о креационизму у школама, супроставља се и подржава укидање минималне зараде, подржава увећано бушење нафте и природног гаса и заговорник нуклеарне енергије, подржава укидање социјалног осигурања, Medicare-а и Obamacare-a, подржава економски изолационизам, жестоко се супроставља имиграцији, мањинским и LGBT правима, побачају, и промовисала је теорије завере о Барак Обами током његове администрације.